# Cultiu tissular de plantes
El cultiu tissular de plantes és una pràctica utilitzada per a propagar plantes sota condicions estèrils, sovint per a produir clons de la planta. Aquest mètode pot tenir avantatges sobre els mètodes convencionals de propagació de plantes.
El cultiu tissular descansa en l'habilitat per part de moltes cèl·lules vegetals de regenerar una planta completa (totipotència).

## Tècniques
Les tècniques modernes de cultius tissulars es fan en condicions asèptiques sota aire filtrat. Les plantes en el medi natural estan contaminades a la seva superfície, i de vegades a l'interior, per microorganismes. És molt important escollir el material de partida que s'anomenen explants. Aquests s'esterilitzen en solucions normalment de lleixiu i alcohol. Els explants es posen en un medi de cultiu que pot ser sòlid o líquid que conté generalment sals inorgàniques amb pocs nutrients, vitamines i fitohormones. Al medi sòlid hi acostuma a haver agarosa purificada.

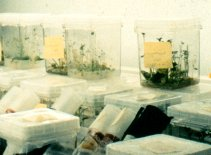
Explants de patata

La composició del medi (especialment fitohormones i tipus de nitrogen) té gran influència en la morfologia dels teixits que hi creixin. Un equilibri de les dues fitohormones auxina i citoquinina produirà sovint un grup de cèl·lules desorganitzat anomenat cal·lus. A mesura que el cultiu creix les peces es tallen en làmines i són transferides a un nou medi per permetre’n el creixement o alterar la morfologia del cultiu. En aquest estadi és important l'habilitat i experiència de l'operari de laboratori.
A mesura que emergeixen brots del cultiu s'han de tallar en làmines i fer-les arrelar amb ajuda de l'auxina per a produir les plàntules, que en madurar, seran transferides a testos i posades en hivernacle com a plantes normals.
El concepte de totipotència està basat principalment en l'observació de plantes de tabac i actualment està en revisió.

## Aplicacions
- Forestal i floricultura. Conservació d'espècies vegetals rares o amenaçades d'extinció.
- Millora vegetal.
- Biofarmàcia.[2]
- Creuament d'espècies poc relacionades per fusió de protoplast.
- Producció de plantes dobles monoploides.
- Enginyeria genètica aplicada a plantes.
- Eliminació de virus de les plantes especialment de la patatera i la maduixera.
- Micropropagació usant meristemes i cultiu dels brots.